# Banku
Le banku est un plat ghanéen qui est préparé avec un mélange de maïs fermenté et de manioc contenu dans une pâte consistante blanchâtre lisse, cuit à l'eau bouillante,.
Le banku est servi en accompagnement d'une soupe, d'un ragoût ou avec une sauce au poivre avec des poissons.
Il est surtout préféré par les gens des régions du sud du Ghana, en particulier les populations Ewe, mais le banku est l'un des aliments de base du pays, .

## Préparation
La préparation est une préparation de maïs ou de maïs et cassava.  La matière première est trempée dans l'eau pendant 24 heures, suivie d'un broyage humide et d'une fermentation pendant trois jours.

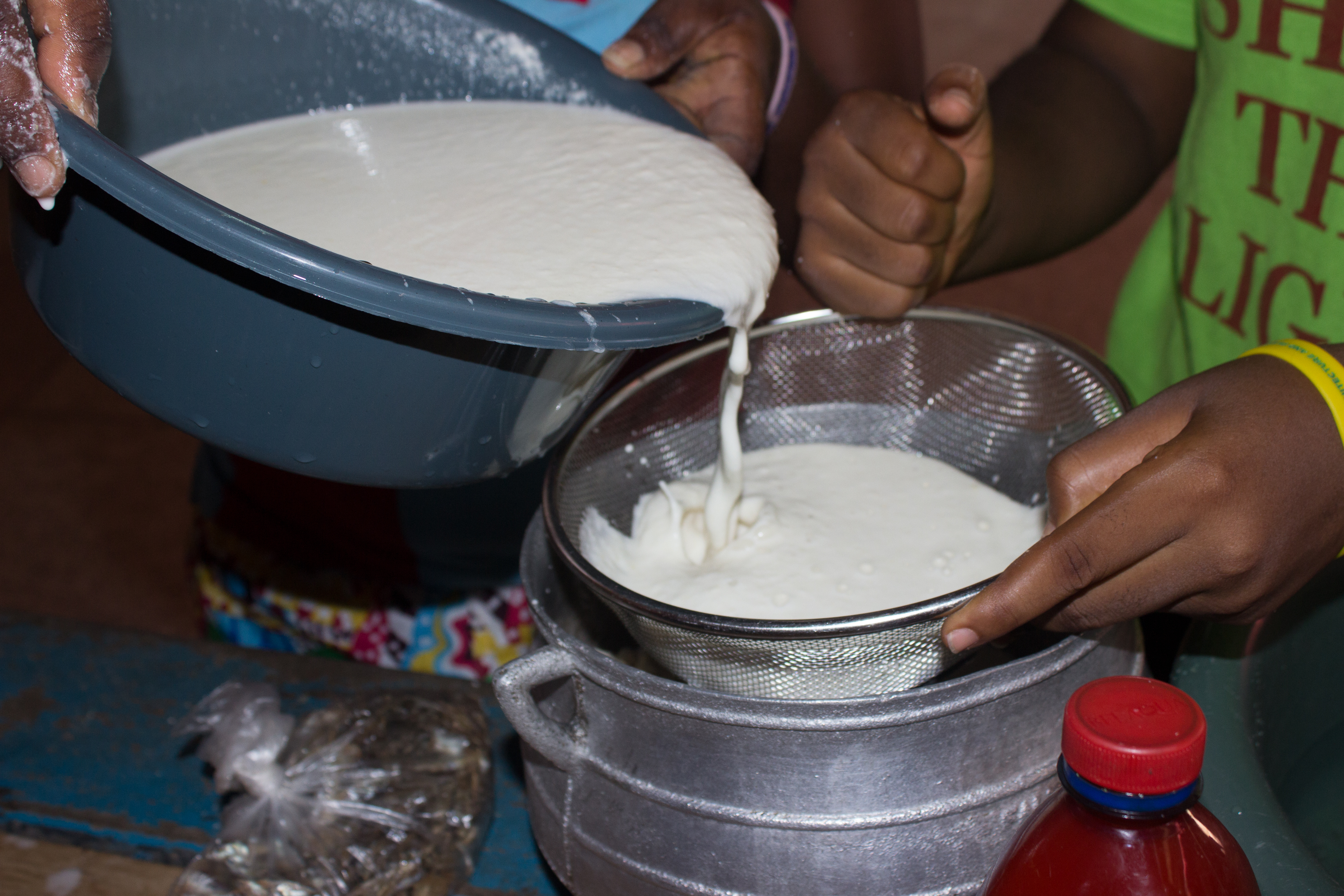
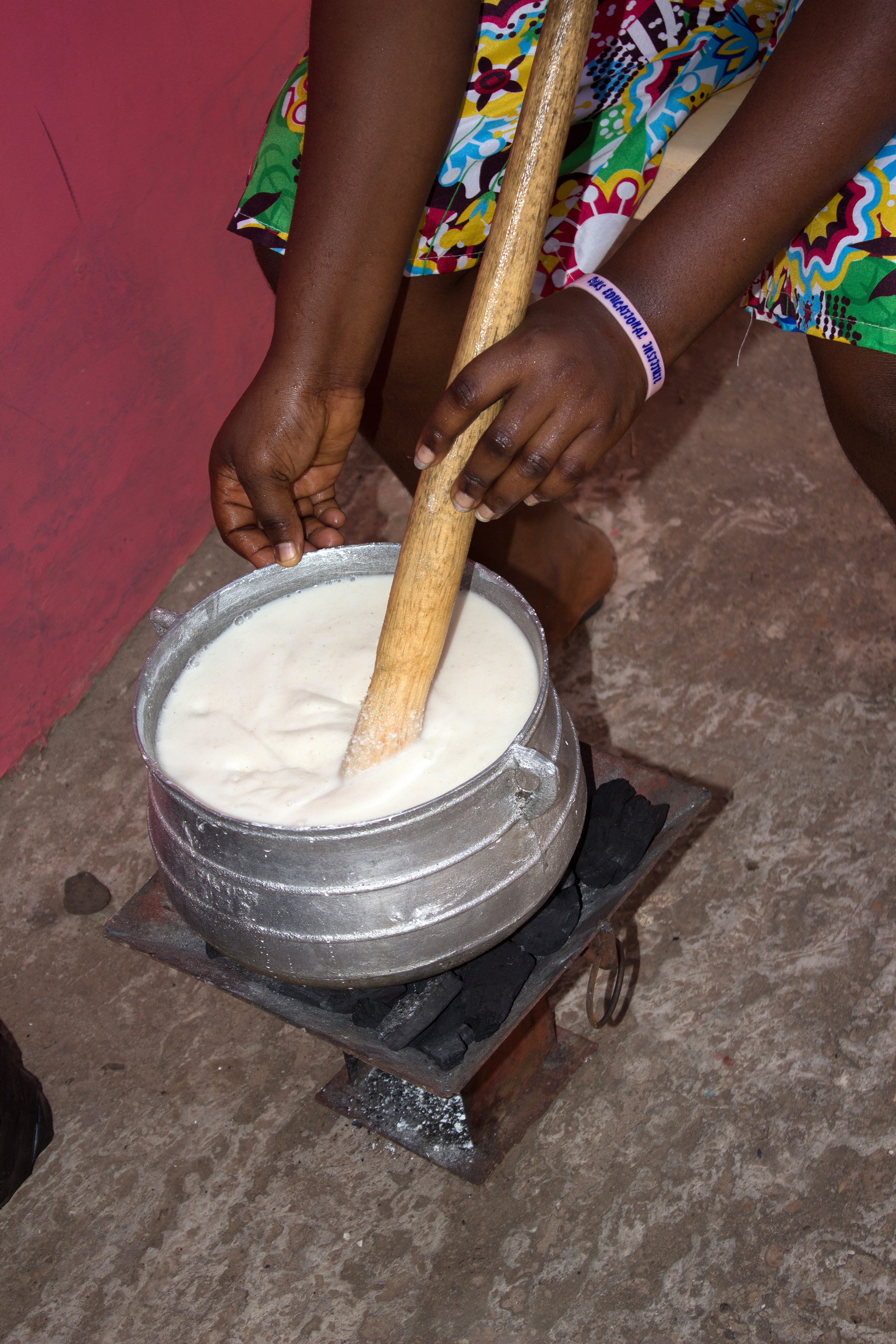
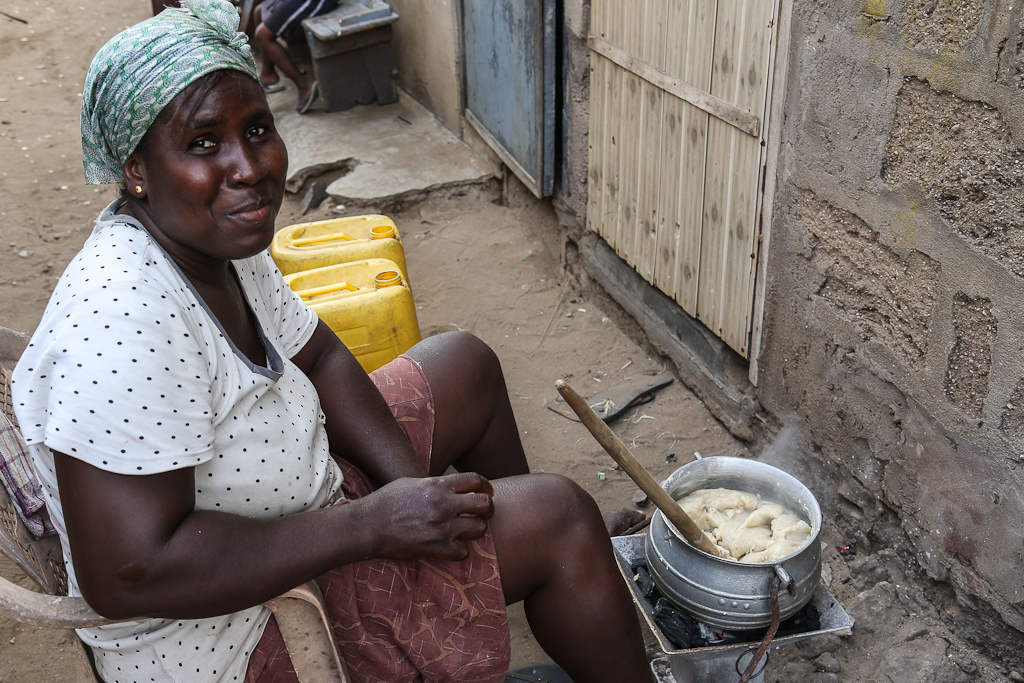

## Accompagnements
Le banku accompagne de nombreux mets, particulièrement le tilapia grillé servi dans les restaurants d'Accra.

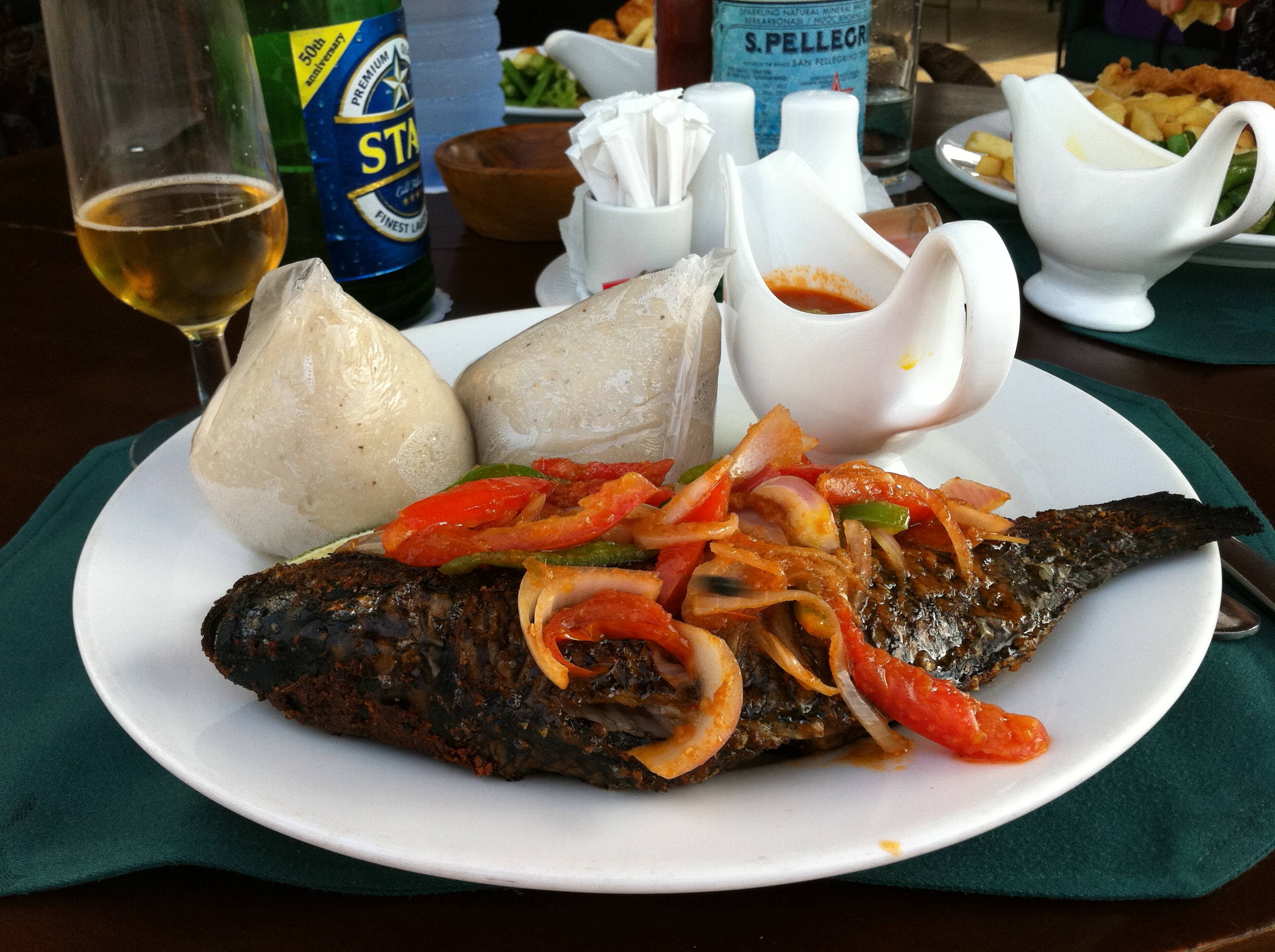
Tilapia grillé
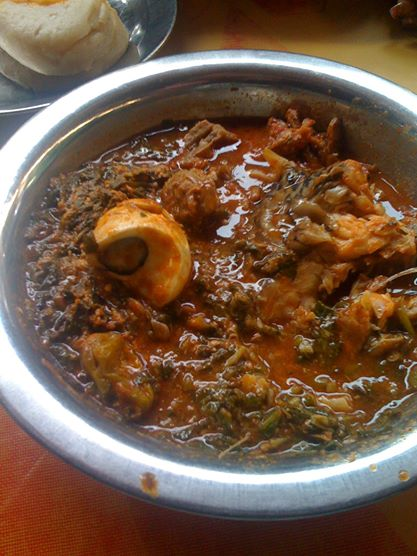
Ragoût de gombos
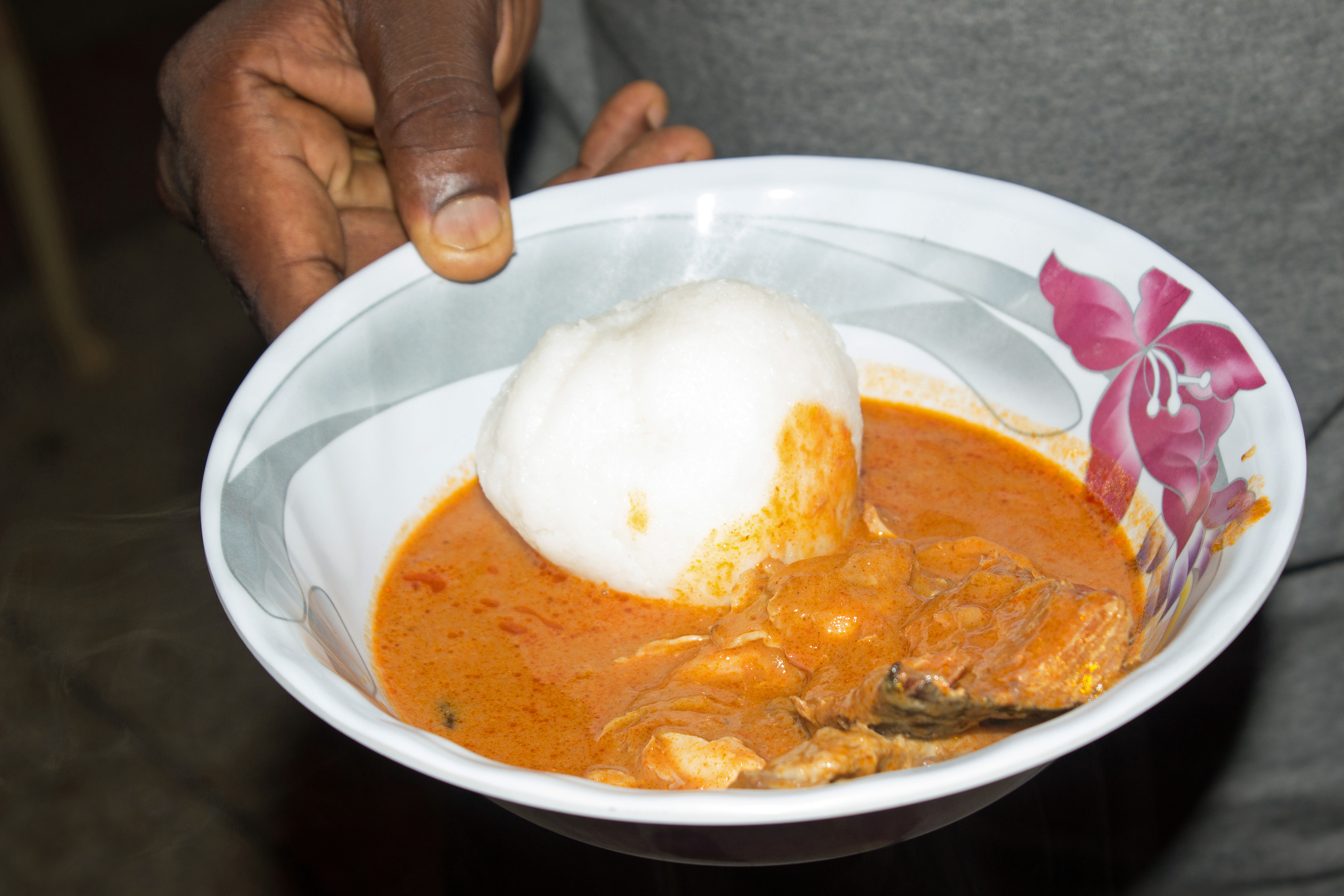
Soupe d'arachides

## Source
- (en) Cet article est partiellement ou en totalité issu de l’article de Wikipédia en anglais intitulé « Banku » (voir la liste des auteurs).